# 小池隆成
小池 隆成（こいけ りゅうせい、1999年11月18日 - ）は、ジャパンラグビーリーグワントヨタヴェルブリッツに所属するラグビー選手。

## プロフィール
- 東京都出身[1]。
- ポジションはロック(LO)、フランカー(FL)。
- 身長 188 cm、体重 107 kg
- 愛称はこいけ、りゅーせー。
- ジュニア・ジャパンに選ばれたことがある。
- U20日本代表に選ばれたことがある[2]。

## 略歴
9歳からラグビーを始めた。
2018年、東京高校卒業後、東海大学に入る。なお東京高校時代、高校日本代表候補に選ばれたことがある。
2022年、トヨタヴェルブリッツに加入。
2023年5月、グリーン・アイランドRFCに派遣された。同年12月9日に行われたJAPAN RUGBY LEAGUE ONE第1節リコーブラックラムズ東京戦にて途中出場でリーグワン公式戦初出場を果たした。